# Lomographa elsinora
Lomographa elsinora är en fjärilsart som beskrevs av George Duryea Hulst 1900. Lomographa elsinora ingår i släktet Lomographa och familjen mätare. Inga underarter finns listade i Catalogue of Life.